# Marie Závacká
Marie Závacká (7. května 1924 – 2001) byla česká a československá politička Komunistické strany Československa a poúnorová poslankyně Národního shromáždění ČSSR a Sněmovny lidu Federálního shromáždění.

## Biografie
Ve volbách roku 1964 byla zvolena za KSČ do Národního shromáždění ČSSR za Severočeský kraj. Žila ve Varnsdorfu a pracovala jako referentka v textilním závodě ELITE Varnsdorf. V Národním shromáždění zasedala až do konce volebního období parlamentu v roce 1968. Významně se zasloužila o pozitivní hospodářský rozvoj a výstavbu školství v Severočeském kraji.[zdroj?]
K roku 1968 se profesně zmiňuje coby referentka výstupní kontroly z obvodu Česká Kamenice.
Po federalizaci Československa usedla roku 1969 do Sněmovny lidu Federálního shromáždění (volební obvod Česká Kamenice). Zde setrvala do konce volebního období parlamentu, tedy do voleb roku 1971.